# 대풍수
《대풍수(大風水)》는 2012년 10월 10일부터 2013년 2월 7일까지 SBS에서 방송된 대기획 드라마 작품이다.

## 줄거리
극 중 자미원국(紫微垣局)은 왕실의 번영을 가져올 최고의 명당으로, 모든 사건의 시작이자 중심이다. 자미원국의 존재와 위치는 등장인물간의 극심한 갈등을 만든다.
고려의 국무는 자미원국이 나타나리란 신탁을 받고 반드시 이를 찾아 고려왕실의 번영을 도모하여야 한다고 주장한다. 그러나 자미원국은 고려의 희망이자 두려움이기도 하다. 원나라의 지배를 받는 입장에서 고려왕실이 이를 찾는다는 사실만으로도 원나라의 노여움을 살 수 있기 때문이다.
결국 고려시대 풍수를 관장하는 서운관(書雲觀)의 일관 동륜이 비밀리에 자미원국을 찾아 떠난다. '풍수를 보는 신안을 가졌으면서도 입이 무거운 자'로서 동륜이 선발된 것이다.
동륜은 천신만고 끝에 자미원국을 발견하고 환호한다. 그런데 그가 공민왕을 위한 표지석을 묻기 위해 땅을 파다 발견한 것은 '이 땅은 50년 뒤에야 임자가 나타나니 절대 훼손하지 말라'는 예언과도 같은 석표(石標)였다. 결국 동륜은 끝까지 자미원국의 위치를 숨겼고, 이에 모진 고문을 당하며 10년이나 감옥에 갇히는 고초를 겪는다.
목동륜, 왕영지의 아들 목지상과 윤효명의 딸 윤해인 그리고 이인임 아들 이정근의 삼각관계를 극중 중심 판도로 이끌면서 동륜과 영지 그리고 이인임과 수련개의 극중 초반의 연적관계의 갈등으로 시작하여 왕영지를 두고 이정근과 목지상의 모자관계의 사랑과 반야와 목지상, 윤해인과 이정근 그리고 목지상 등의 사랑을 엮어냈다. 그리고 자미원국은 줄거리를 이끄는 등장인물의 구동력으로 작용할 뿐이었다.
그러나 목동륜의 인생을 수렁으로 몰아넣은 자미원국은 동륜을 연모한 왕족 왕영지의 삶까지 송두리째 바꿨다. 나아가 자미원국은 국무 수련개, 이인임 세력과 이성계 세력간 충돌의 이유가 돼 극 전체를 이끌어 가는 중심 줄거리가 된다. 결국 자미원국의 신탁에 의해 이성계는 무학대사, 이지란, 정도전 그리고 아들 이방원과 함께 조선이라는 새로운 나라를 건설하게 된다는 내용이다.
공민왕, 노국공주, 명덕태후, 신돈, 우왕, 반야를 비롯하여 최영, 이인임, 조민수, 정도전, 이색, 정몽주 등 역사에 나오는 인물로 이야기를 이끌어가는 극중의 갈등을 조명하면서 목지상, 윤해인, 이정근, 목동륜, 왕영지, 윤효명, 수련개, 홍종대, 봉춘, 우야숙 등 가공인물들을 내세워 이야기를 엮어내었다.
대풍수는 이같이 국운이 쇠한 고려 말기 권력의 주변에 있던 도사들이 난세의 영웅인 이성계를 내세워 조선을 건국하며 벌어지는 이야기를 다룬 팩션 사극이다.

## 등장 인물

### 주요 인물
- 지성 : 지상 역 (아역 : 최로운, 이다윗)

동륜과 영지의 아들 / 홍종대의 양자(홍대복)
- 송창의 : 이정근 역 (아역 : 노영학)

이인임과 수련개의 아들
- 지진희 : 이성계 역
- 김소연 : 해인 역 (아역 : 손나은)

효명의 딸
- 이윤지 : 반야 역 (아역 : 박민지) (34회 하차)

### 그 외 주요 인물
- 故 조민기 : 이인임 역 : 이정근의 아버지 (25회 하차)
- 오현경 : 국무 수련개 역 (30회 하차)
- 이승연 : 영지 역 (아역 : 이진) (29회 하차)
- 반민정 : 박씨 부인 역 (특별출연 10회)

이인임의 처
- 주성환 : 왕안덕 역
- 이석준 : 조민수 역 (특별출연 27회 ~ 30회)

### 조선건국파

#### 조선 왕실 인물
- 윤주희 : 강씨 부인 역

이성계의 처
- 변동준 : 이방과 역

조선 2대 왕
- 최태준 : 이방원 역

조선 3대 왕

#### 이성계 수하들
- 김구택 : 이지란 역
- 도기석 : 우야숙 역 (32회 하차)
- 이영범 : 효명 역 (22회 하차)

지상의 스승, 해인의 아버지
- 최재웅 : 동륜 역 (5회 하차 / 14회, 33회는 출연)

지상의 아버지
- 백승현 : 정도전 역

#### 이성계 관련인
- 강경헌 : 봉춘 역
- 김태희 : 단위 역 (17회 하차)
- 안길강 : 무학대사 역
- 정동규 : 한충 역
- 설유진 : 한충의 하인 역
- 박민정 : 기생집 주인 역 (5회 하차)
- 이문식 : 홍종대 역

지상의 양부

### 고려파

#### 고려 왕실 인물
- 류태준 : 공민왕 역 (19회 하차)

고려 31대 왕
- 배민희 : 노국공주 역 (17회 하차)
- 김청 : 명덕태후 역 (22회 하차)
- 이민호 : 우왕 역 (아역 : 정준원) (31회 하차)

고려 32대 왕
- 김도엽 : 창왕 역

고려 33대 왕
- 김병춘 : 공양왕 역

고려 34대 왕

#### 고려의 신하
- 유하준 : 신돈 역 (18회 하차)
- 손병호 : 최영 역 (29회 하차)
- 조한철 : 무영 역 (32회 하차)
- 이원재 : 노영수 역
- 이유성 : 홍륜 역 (19회 하차)
- 박준혁 : 정몽주 역 (33회 하차)
- 장은풍 : 김저 역 (31회 하차)
- 천민희 : 재신 역
- 최용민 : 이색

### 그 외
- 이도엽 : 이강달 역
- 김민혁 : 원개 역
- 김세현 : 성복 역 (아역: 주민수)
- 문희경 : 대무려 역 (특별출연 1,2회)
- 정수인 : 기생녀 역 (5회 하차)
- 류아벨 : 기생 역
- 한그림 : 기생녀 역
- 홍이주 : 월향 역
- 차현우 : 원해 역
- 천보근 : 자미원국을 지키는 수호신 역 (특별출연 1,34,35회)
- 김혜윤 : 묶인 소녀 역

1364년(공민왕 13) 당시의 덕흥군 왕혜의 반란 때 왕혜 반란군 일행에 붙잡힘.
- 김범석 : 김용대 역

1383년(우왕 9)의 고려 왕실의 호위무사.
- 김용준 : 한약(韓略, 1324~?) 역 (아역: 최민서)

1372년(공민왕 21)의 고려 명경과 급제자 한략(韓略)의, 1332년(충숙왕 복위 시대 초기 원년)의 풍해도 해주 풍경과, 1373년(공민왕 22)의 개경 풍경과, 1377년(우왕 3)의 관직 사퇴 이후, 1386년(우왕 12)의 벽란도 풍경.
- 염서온 : 한약 처 청주 정씨(韓略 妻 淸州 鄭氏, 1329~?) 부인 역

1373년(공민왕 22)과 1386년(우왕 12)의 한약(韓略)의 배우자 정씨 부인.
- 조성원 : 강독창(姜篤昌, 1342~?) 역

1386년(우왕 12)의 한약 내외 맏사위 강 서방. 1358년(공민왕 7)에 한아리(韓芽里)와 결혼해 5년 후 1363년(공민왕 12)에 강주란(姜珠蘭)을 득녀.
- 박현수 : 한아리(韓芽里, 1346~?) 역

1386년(우왕 12)의 한약 내외의 맏딸. 1358년(공민왕 7)에 강독창(姜篤昌)과 결혼해 5년 후 1363년(공민왕 12)에 강주란(姜珠蘭)을 득녀.
- 구보혜 : 강주란(姜珠蘭, 1363~?) 역

1386년(우왕 12)의 한약 내외 맏외손녀.
- 한기원 : 나호윤(羅互胤, 1354~?) 역

1386년(우왕 12)의 한약 내외 막내사위. 1368년(공민왕 17)에 한송이(韓松伊)와 결혼.
- 박윤희 : 한송이(韓松伊, 1357~?) 역

1386년(우왕 12)의 한약 내외의 막내딸. 1368년(공민왕 17)에 나호윤(羅互胤)과 결혼.
- 나윤찬 : 한욱(韓昱, 1366~?) 역 (아역: 김도엽)

1373년(공민왕 22)과 1386년(우왕 12)의 한약 내외의 막내아들.
- 류성훈 : 망나니 역

1388년(우왕 14)의 최영 장군 일행들을 베는 담당.
- 이현배 : 상중 역

1388년(우왕 14)의 최영 장군의 상례(喪禮)를 치르는 지방문 작독.

### 원나라인물
- 이용직 : 부장군 이가노(副將軍 Yigano) 역 (13회 하차)

원나라 말기 조정의 돌궐계 신하.
- 조화영 : 하급무관 유선(下級武官 劉禪) 역 (특별출연 9회 ~ 12회)

원나라 말기 조정의 한족계 호위무사.

### 명나라인물
- 김익태 : 부장군 왕득명(副將軍 王得明) 역

1372년(홍무 4)부터 1394년(홍무 26)까지의 명나라 조정의 신하.
- 진선규 : 이한백 송첨혁(彛翰伯 宋尖奕) 역

1384년(홍무 16) 당시의 명나라 조정의 신하.
- 강석철 : 충용위 장호량(忠勇尉 張豪亮) 역

1384년(홍무 16) 당시의 명나라 조정의 신하.

## 결방 사유 및 횟수 축소
- SBS 대풍수-짝-가족의탄생 ‘드라마 예능 대거 결방’.[2]
- SBS 개표방송 집중…'가족의 탄생'·'대풍수'·'짝' 결방 .[3]
- 당초 36부작으로 기획되었다고 하였으나 1회 축소되어 35부작으로 종영되었다.[4]

## 시청률
최저 시청률과 최고 시청률은 시청률 조사회사와 지역별로 시청률에 차이가 있을 수 있습니다.
| 2012년      | 2012년      | 2012년         | 2012년       | 2012년         | 2012년       |
| 회차        | 방송일      | TNMS 시청률    | TNMS 시청률  | AGB 시청률     | AGB 시청률   |
| 회차        | 방송일      | 대한민국(전국) | 서울(수도권) | 대한민국(전국) | 서울(수도권) |
| ----------- | ----------- | -------------- | ------------ | -------------- | ------------ |
| 제1회       | 10월 10일   | 6.9%           | 7.7%         | 6.5%           | 6.7%         |
| 제2회       | 10월 11일   | 6.9%           | 8.1%         | 7.0%           | 7.7%         |
| 제3회       | 10월 17일   | 10.4%          | 11.7%        | 10.6%          | 11.8%        |
| 제4회       | 10월 18일   | 7.8%           | 8.4%         | 7.6%           | 8.5%         |
| 제5회       | 10월 24일   | 9.4%           | 11.0%        | 9.3%           | 9.8%         |
| 제6회       | 10월 25일   | 9.8%           | 10.7%        | 9.7%           | 10.8%        |
| 제7회       | 10월 31일   | 10.1%          | 11.9%        | 9.8%           | 10.6%        |
| 제8회       | 11월 1일    | 10.3%          | 11.6%        | 10.1%          | 10.6%        |
| 제9회       | 11월 7일    | 8.7%           | 10.0%        | 8.5%           | 9.4%         |
| 제10회      | 11월 8일    | 9.9%           | 10.5%        | 8.7%           | 8.9%         |
| 제11회      | 11월 14일   | 9.6%           | 11.2%        | 8.1%           | 8.3%         |
| 제12회      | 11월 15일   | 9.8%           | 11.6%        | 9.0%           | 9.2%         |
| 제13회      | 11월 21일   | 7.5%           | 8.8%         | 6.9%           | 7.1%         |
| 제14회      | 11월 22일   | 8.3%           | 9.0%         | 8.8%           | 9.4%         |
| 제15회      | 11월 28일   | 7.7%           | 9.3%         | 7.5%           | 7.8%         |
| 제16회      | 11월 29일   | 8.0%           | 8.7%         | 8.8%           | 9.1%         |
| 제17회      | 12월 5일    | 8.1%           | 9.5%         | 7.9%           | 8.2%         |
| 제18회      | 12월 6일    | 10.0%          | 10.7%        | 9.0%           | 9.9%         |
| 제19회      | 12월 12일   | 7.5%           | 8.8%         | 8.0%           | 8.5%         |
| 제20회      | 12월 13일   | 7.8%           | 9.2%         | 9.1%           | 9.2%         |
| 제21회      | 12월 20일   | 8.1%           | 9.0%         | 8.2%           | 9.1%         |
| 제22회      | 12월 26일   | 9.4%           | 10.2%        | 8.5%           | 8.8%         |
| 제23회      | 12월 27일   | 10.1%          | 10.6%        | 9.8%           | 10.3%        |
| 2013년      |             |                |              |                |              |
| 제24회      | 1월 2일     | 10.4%          | 11.9%        | 8.8%           | 9.2%         |
| 제25회      | 1월 3일     | 10.3%          | 11.8%        | 10.8%          | 11.3%        |
| 제26회      | 1월 9일     | 9.5%           | 10.5%        | 9.4%           | 9.3%         |
| 제27회      | 1월 10일    | 10.7%          | 12.2%        | 10.2%          | 9.5%         |
| 제28회      | 1월 16일    | 10.3%          | 11.5%        | 9.3%           | 9.2%         |
| 제29회      | 1월 17일    | 11.6%          | 12.8%        | 10.2%          | 10.3%        |
| 제30회      | 1월 23일    | 9.6%           | 10.6%        | 9.6%           | 10.0%        |
| 제31회      | 1월 24일    | 11.1%          | 12.6%        | 9.0%           | 9.4%         |
| 제32회      | 1월 30일    | 9.3%           | 11.2%        | 9.1%           | 9.2%         |
| 제33회      | 1월 31일    | 9.9%           | 11.4%        | 9.6%           | 10.4%        |
| 제34회      | 2월 6일     | 10.0%          | 11.4%        | 9.5%           | 10.0%        |
| 제35회      | 2월 7일     | 10.3%          | 11.4%        | 8.8%           | 8.9%         |
| 평균 시청률 | 평균 시청률 | 9.3%           | 10.5%        | 8.9%           | 9.3%         |

## 사운드 트랙

### Part.1
| #  | 제목                    | 가수   | 재생 시간 |
| -- | ----------------------- | ------ | --------- |
| 1. | 〈운명을 깨고〉         | 박규리 | 3:50      |
| 2. | 〈꽃〉                  | 리틀즈 | 3:53      |
| 3. | 〈운명을 깨고 (Inst.)〉 | 박규리 | 3:50      |
| 4. | 〈꽃 (Inst.)〉          | 리틀즈 | 3:53      |

### Part.2
| #  | 제목                      | 가수   | 재생 시간 |
| -- | ------------------------- | ------ | --------- |
| 1. | 〈눈물이나〉              | 민규   | 4:13      |
| 2. | 〈눈물이나 (Inst.)〉      | 민규   | 4:13      |
| 3. | 〈눈물이나 (Piano Ver.)〉 | 은종태 | 2:13      |

### Part.3
| #  | 제목               | 가수 | 재생 시간 |
| -- | ------------------ | ---- | --------- |
| 1. | 〈한번만〉         | 규현 | 4:25      |
| 2. | 〈한번만 (Inst.)〉 | 규현 | 4:25      |

### Special Part.1
| #  | 제목               | 가수 | 재생 시간 |
| -- | ------------------ | ---- | --------- |
| 1. | 〈하늘길〉         | 치열 | 3:49      |
| 2. | 〈하늘길 (Inst.)〉 | 치열 | 3:49      |

### Special Part.2
| #  | 제목                          | 가수   | 재생 시간 |
| -- | ----------------------------- | ------ | --------- |
| 1. | 〈그대란 이유만으로〉         | 옥주현 | 4:11      |
| 2. | 〈그대란 이유만으로 (Inst.)〉 | 옥주현 | 4:11      |

## 같이 보기
- 세상 어디에도 없는 착한 남자 (KBS2, 2012년 9월 12일 ~ 2012년 11월 15일)
- 전우치 (KBS2, 2012년 11월 21일 ~ 2013년 2월 7일)
- 아랑 사또전 (MBC, 2012년 8월 15일 ~ 2012년 10월 18일)
- 못난이 송편 (MBC, 2012년 10월 24일 ~ 2012년 10월 25일)
- 보고싶다 (MBC, 2012년 11월 7일 ~ 2013년 1월 17일)
- 7급 공무원 (MBC, 2013년 1월 23일 ~ 2013년 3월 28일)

## 수상 경력
- 2012년 SBS 연기대상 드라마스페셜 특별연기상 : 이진